# Linguimaera thomsoni
Linguimaera thomsoni is een vlokreeftensoort uit de familie van de Maeridae. De wetenschappelijke naam van de soort is voor het eerst geldig gepubliceerd in 1884 door Miers.